# Ronald Cedric Read
Ronald Cedric Read, angleško-kanadski matematik, glasbenik in skladatelj, * 19. december 1924, Croydon, Anglija, † 7. januar 2019, Oakville, Ontario, Kanada.
Read je bil profesor emeritus na Univerzi v Waterlooju. Objavil je več knjig in člankov, največ o enumeraciji grafov, izomorfizmu grafov, kromatičnih polinomih in še posebej o rabi računalnikov pri teoretičnih raziskavah grafov. Večino kasnejšega dela je opravil v Waterlooju. Doktoriral je leta 1959 iz teorije grafov na Univerzi v Londonu.

## Življenje in delo
Med 2. svetovno vojno je služil v Kraljevi vojni mornarici, nato je diplomiral iz matematike na Univerzi v Cambridgeu. Kot drugi ustanovni član Oddelka za matematiko se je leta 1950 pridružil Univerzitetnemu kolidžu (kasneje in sedaj Univerza Zahodne Indije) v Moni na Jamajki. Leta 1970 se je z družino preselil v Kanado kjer je prevzel mesto profesorja matematike na Univerzi v Waterlooju.
V času na Jamajki se je začel zanimati za raziskovanje jam in je leta 1957 ustanovil Jamajški jamarski klub (Jamaica Caving Club).
Celo življenje se je zanimal za izdelavanje oblik iz vrvic in je izumitelj vrvice v obliki olimpijske zastave. Leta 1965 je objavil knjigo o tangramskih disekcijskih sestavljankah. Leta 1985 je knjiga izšla v nemščini v prevodu Christine Hülnhagen.
Bil je uspešen glasbenik in je igral številne inštrumente, vključno z violino, violo, violončelom, kontrabasom, klavirjem, kitaro, lutnjo in mnogimi inštrumenti zgodnje glasbe. Nekatere je tudi izdelal. Diplomiral je iz teorije in kompozicije na Kraljevem glasbenem konservatoriju v Torontu ter komponiral štiri dela za orkester in več skladb za manjše skupine.
Umrl je 7. januarja 2019 v Oakvilleu v starosti 94 let.

## Izbrana bibliografija

### Znanstveni članki, raziskovalna poročila[7]
- — (1962), »Euler Graphs on Labelled Nodes«, Canadian Journal of Mathematics, 14: 482–486, doi:10.4153/CJM-1962-039-0, ISSN 0008-414X
- — (1968a), »An Introduction to Chromatic Polynomials« (PDF), Journal of Combinatorial Theory, 4 (1): 52–71, doi:10.1016/S0021-9800(68)80087-0, ISSN 0097-3165
- — (1968b), »The use of S-functions in combinatorial analysis«, Canadian Journal of Mathematics, 20: 808–841, doi:10.4153/CJM-1968-080-x
- — (1978a), Every One A Winner; or How to avoid isomorphism search when cataloguing combinatorial configurations, (Annals of Discrete Mathematics 2), North-Holland Publishing Company, str. 107–120
- — (1978b), »On general dissections of a polygon«, Aequationes Mathematicae, 17 (1): 387–388, doi:10.1007/BF01818581, ISSN 0001-9054, OCLC 1186245818
- —; Rosenstiehl, Pierre (1978), On the Principal Edge Tripartition of a Graph, (Annals of Discrete Mathematics 3), North-Holland Publishing Company, str. 195–226
- —; Tutte, William Thomas (1988), »Chromatic Polynomials«,  v Beineke, L. W.; Wilson, Robin James (ur.), Selected Topics in Graph Theory, Vol. 3, New York: Academic Press, str. 15–42
- * —; Royle, Gordon F. (1991), Chromatic Roots of Families of Graphs. Graph Theory, Combinatorics and Applications, New York: John Wiley, str. 1009–1029
- — (1993), Prospects for Graph-theoretical Algorithms, (Annals of Discrete Mathematics 55), str. 201–210
- —; Yen, Lily (1995), »The Stockhausen problem and its generalizations«, Research Report, CORR 95-06, Oddelek za kombinatoriko in optimizacijo, Fakulteta za matematiko, Univerza v Waterlooju, OCLC 35877728
- —; Yen, Lily (Oktober 1996), »A note on the Stockhausen problem«, Journal of Combinatorial Theory, Series A, 76 (1): 110
- — (1997), »Combinatorial problems in the theory of music«, Discrete Mathematics, 167–168: 543–551, doi:10.1016/S0012-365X(96)00255-5
- —; Whitehead, Earl Glenn mlajši (1999a), »The Tutte polynomial for homeomorphism classes of graphs«, Research Report, CORR 99-24, Oddelek za kombinatoriko in optimizacijo, Fakulteta za matematiko, Univerza v Waterlooju, OCLC 43278044
- — (1999b), »Chain Polynomials of Graphs«, Research Report, CORR 99-62, Oddelek za kombinatoriko in optimizacijo, Fakulteta za matematiko, Univerza v Waterlooju, OCLC 44153931
- —; Whitehead, Earl Glenn mlajši (1999c), »Chromatic polynomials of homeomorphism classes of graphs«, Discrete Mathematics, 204: 337–356
- —; Whitehead, Earl Glenn mlajši (2002), »The Tutte polynomial for homeomorphism classes of graphs«, Discrete Mathematics, 243: 267–272
- — (2010), »A brute-force method for studying the chromatic properties of homomorphic graphs«, Ars Combinatoria, 96, ISSN 0381-7032

### Knjige
- — (1965), Tangrams : 330 puzzles, New York: Dover Publications, Inc, ISBN 0-486-21483-4, OCLC 1136293
- — (1972), A mathematical background for economists and social scientists, Englewood Cliffs, N.J.: Prentice-Hall, ISBN 0-13-560987-9, OCLC 327336
- — (1972), Graph theory and computing., Claude Berge, New York: Academic Press, ISBN 0-12-583850-6, OCLC 525261
- Pólya, George; — (1987), Combinatorial Enumeration of Groups, Graphs, and Chemical Compounds, New York, NY: Springer New York, doi:10.1007/978-1-4612-4664-0, ISBN 978-1-4612-4664-0, OCLC 840279750
- —; Wilson, Robin James (1998), An atlas of graphs, Robin James Wilson, Oxford: Clarendon Press, COBISS 8615001, ISBN 0-19-853289-X, OCLC 40647141